# 厄利克斯多夫
厄利克斯多夫是德国石勒苏益格－荷尔斯泰因州的一个市镇。总面积10.50平方公里，总人口1637人，其中男性937人，女性700人（2011年12月31日），人口密度156人/平方公里。